# Marrubium incanum
Marrubium incanum är en kransblommig växtart som beskrevs av Louis Auguste Joseph Desrousseaux. Marrubium incanum ingår i släktet kransborrar, och familjen kransblommiga växter. Inga underarter finns listade i Catalogue of Life.

## Bildgalleri

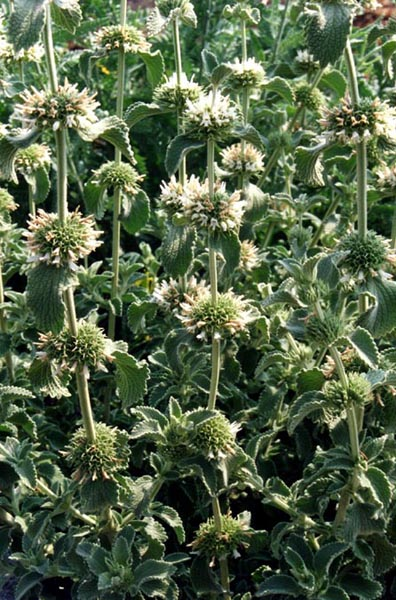
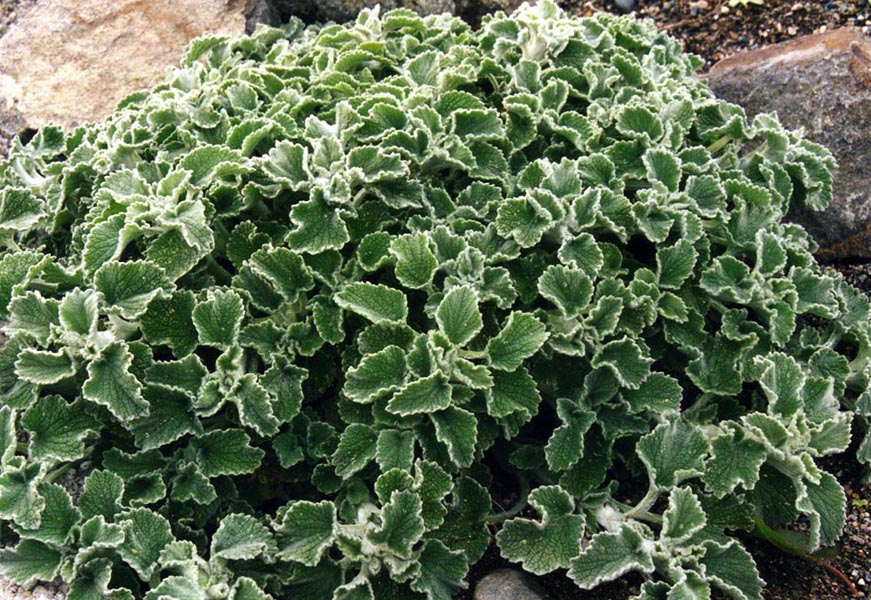